# Verónica Suárez
Verónica Suárez é uma atriz e roteirista mexicana.

## Filmografia
- Segunda parte de Corazón en condominio (2013)
- Primeira parte de Emperatriz (2011)
- Contrato de amor (2008/09)
- Primeira parte de Muchachitas como tú (2007)
- Amor comprado (2007)
- Mi vida eres tú (2006)
- Olvidarte jamás (2005)
- Soñar no cuesta nada (2004/05)
- Súbete a mi moto (2002/03)
- Como en el cine (2001/02)
- Ellas, inocentes o culpables (2000)
- Travesuras del corazón (1998)
- Los hijos de nadie (1997)
- Tú y yo (1996/97)
- El premio mayor (1995/96)
- Volver a empezar (1994/95)
- Dos mujeres, un camino (1993/94)
- Mágica juventud (1992/93)
- Muchachitas (1991/92)
- Al filo de la muerte (1991)